# Partito Socialista Unificato di Germania
Il Partito Socialista Unificato di Germania (in tedesco: Sozialistische Einheitspartei Deutschlands - SED), anche noto come Partito di Unità Socialista di Germania o Partito Socialista Unitario di Germania, è stato un partito politico tedesco-orientale, nonché partito egemone al potere nella Repubblica Democratica Tedesca (RDT o DDR). Governò dal 1949, anno nel quale venne fondata la Repubblica, fino alle elezioni politiche del 1990 (le prime tenutesi secondo un sistema democratico di tipo occidentale).

## Fondazione
Nell'aprile 1946, i membri del Partito Socialdemocratico di Germania (SPD) e del Partito Comunista di Germania (KPD) attivi nella zona di occupazione sovietica firmarono un trattato per unirsi in un partito unico d'ispirazione marxista-leninista, denominato Partito Socialista Unificato di Germania, che rispecchiava l'organizzazione del Partito Comunista dell'Unione Sovietica. Il comunista Wilhelm Pieck e il socialdemocratico Otto Grotewohl furono nominati come primi dirigenti. Gli storici ufficiali sovietici e della DDR descrissero questa fusione come una scelta volontaria per unire gli sforzi dei partiti socialisti, tuttavia le autorità sovietiche esercitarono una forte pressione sul ramo orientale dell'SPD per fondersi con il KPD.
Il nuovo partito, con l'aiuto delle autorità sovietiche, raggiunse la vittoria nelle elezioni del 1946 per le assemblee locali e regionali tenutesi nella zona sovietica. La maggior parte dell'SPD di Berlino rimase distaccato dalla fusione, anche se Berlino era completamente inglobata nella zona sovietica e nelle elezioni locali di Berlino il SED ricevette meno della metà dei voti dell'SPD.
L'Amministrazione militare sovietica in Germania (abbreviata in tedesco: SMAD) governò direttamente le aree orientali della Germania dopo la seconda guerra mondiale e i servizi segreti monitorarono attentamente tutte le attività politiche. Un primo rapporto dell'intelligence del direttore dell'Amministrazione della propaganda della SMAD, il tenente colonnello Sergej Tjul’panov, indicò che i precedenti membri del KPD e dell'SPD crearono diverse fazioni all'interno del SED rimaste antagoniste tra loro per qualche tempo dopo la formazione del nuovo partito. Inoltre fu riportata una grande difficoltà nel convincere le masse del fatto che il SED fosse un partito politico tedesco e non uno strumento della forza di occupazione sovietica.
Secondo Tjul’panov, molti ex membri del KPD espressero il sentimento di aver "rinunciato alle [loro] posizioni rivoluzionarie, che [il KPD] da solo avrebbe avuto più successo se non ci fosse stato un SED, e che non ci si poteva più fidare dei socialdemocratici". Inoltre, Tjul'panov indicò che c'era stata una marcata "passività politica" tra i membri dell'SPD, che si sentivano di essere trattati ingiustamente come membri di un partito di seconda classe dalla nuova amministrazione del SED. Di conseguenza, il primo apparato del SED è stato spesso efficacemente immobilizzato in quanto gli ex membri del KPD iniziarono a mettere in discussione qualsiasi proposta, per quanto piccola, con gli ex membri dell'SPD, in modo da raggiungere un consenso ed evitare di offenderli. L'intelligence sovietica affermò di avere un elenco di nomi di un gruppo SPD all'interno del SED che stava segretamente creando collegamenti con l'SPD in occidente e persino con le autorità di occupazione occidentali.
Un problema che identificarono i sovietici nei primi anni del SED era la sua possibilità di trasformarsi in un partito nazionalista: alle prime grandi riunioni di partito, i membri avevano applaudito di più coloro che avevano parlato del nazionalismo rispetto alle tematiche per risolvere problemi sociali e le uguaglianza di genere. Alcuni avevano proposto persino l'idea di creare uno stato socialista tedesco indipendente, libero dall'influenza sovietica e occidentale, e di riacquistare al più presto i territori che la Conferenza di Jalta, e in definitiva quella di Potsdam, aveva ri-assegnato alla Polonia, all'URSS e alla Cecoslovacchia.
I negoziatori sovietici affermarono che i politici del SED avevano superato spesso i limiti delle dichiarazioni politiche approvate dagli osservatori sovietici e che ci furono delle difficoltà per far capire ai funzionari regionali del partito che dovevano riflettere molto attentamente prima di opporsi alle decisioni politiche del Comitato centrale di Berlino.

### Monopolio del potere
Fin dall'inizio il SED fu dominato dal gruppo dei comunisti e, verso la fine degli anni quaranta, iniziò a eliminare dai suoi ranghi molti socialdemocratici recalcitranti. Al momento dell'istituzione formale della Repubblica Democratica Tedesca nel 1949, il SED era un partito comunista a tutti gli effetti che cominciò a svilupparsi seguendo linee simili ad altri partiti comunisti del blocco sovietico.
Pur continuando a esistere, gli altri partiti furono costretti dalle autorità sovietiche a unirsi al Fronte Nazionale della Germania Democratica, una coalizione posta a tutti gli effetti sotto il controllo del SED. Assicurando la maggioranza dei comunisti nella lista dei candidati proposti dal Fronte nazionale, il SED predeterminò la composizione degli organi legislativi nella zona sovietica e, dal 1949, nella RDT.
Nel corso degli anni, il SED aveva guadagnato la reputazione di uno dei partiti più intransigenti del blocco sovietico. Quando negli anni ottanta Michail Gorbačëv avviò il processo di riforma nell'Unione Sovietica, il partito continuò a mantenere una linea ortodossa.

## Il SED nella DDR

Francobollo per i 20 anni del SED.

Al momento della sua fondazione, il partito contava circa 1,3 milioni di iscritti, quasi quanto il KPD e l'SPD. Il programma era inizialmente basato su principi democratici e antifascisti.
Nelle elezioni dei Landtag del 1946, i partiti operai uniti non raggiunsero l'obiettivo elettorale: nonostante il grande appoggio delle autorità d'occupazione, il SED non raggiunse la maggioranza assoluta in nessun Land. Ancora più deludente è stato il risultato nella Grande Berlino dove nell'elezione del consiglio comunale dell'ottobre 1946 l'SPD vinse con il 48,7% contro il 19,8% del SED (Unione Cristiano-Democratica, 22,2%; Partito Liberal-Democratico, 9,3%).
Il primo programma del SED era basato su quello di Erfurt dell'SPD del 1891, in modo da ottenere facilmente l'approvazione degli ex socialdemocratici. Pertanto, il programma originale del SED evitava ogni riferimento al leninismo e parlava della via democratica al socialismo. Lo statuto del partito non ha sollevato alcuna restrizione ideologica ma anzi permetteva l'iscrizione al SED a chiunque rifiutasse il nazionalsocialismo. Gli uffici erano divisi equamente tra comunisti e socialdemocratici. Tuttavia, subito dopo l'unificazione, iniziò la "marginalizzazione dei socialdemocratici", la "strisciante stalinizzazione" e la centralizzazione del partito. Già nel maggio del 1946 furono istituiti dei corsi di formazione comune per tutti i membri del partito, in modo da rendere più omogenea la composizione ideologica del partito.
Sempre più apertamente, il SED iniziò a prendere le distanze dai principi fondanti dell'unione. La riorganizzazione del SED, iniziata nell'autunno del 1946, mirava deliberatamente a frenare l'influenza socialdemocratica, indebolire i membri del partito inferiore e concentrare il potere nelle mani della dirigenza del partito. Al II Congresso del SED, nel settembre 1947, fu presa la decisione di creare un nuovo programma. I socialdemocratici nel 1949 ebbero a malapena un ruolo nel partito e il numero uguale di commissioni per ogni parte fu abolito. Ufficialmente, questa azione venne giustificata da un lato dalla "unione ideologica dei membri del partito" e dall'altro dal gran numero di giovani quadri che non appartenevano né all'SPD né al KPD, che avrebbero rischiato di non poter essere eletti nelle cariche direttive se la parità fosse stata mantenuta. Al III Congresso, nel luglio 1950, fu superato il programma di unificazione "Principi e obiettivi del SED" e ci fu la formulazione di un nuovo programma di tipo radicale che restò in vigore fino al VI Congresso del 1963. In questo programma, il SED dichiarò l'obiettivo del comunismo, definito come "una società in cui ogni lavoratore applica le sue capacità con il massimo beneficio del popolo" secondo il principio marxista di "da ognuno secondo le proprie capacità, a ognuno secondo il proprio bisogno." Il SED aderì a questo obiettivo riformulando il suo programma nel 1976, in cui il partito si definì come una "alleanza volontaria di combattenti comunisti con idee simili".
I cambiamenti significativi iniziarono subito dopo la prima conferenza del partito nel gennaio 1949. Senza convocare un congresso e in attesa dell'approvazione dei delegati, fu avviato il processo di riorientamento staliniano del partito, compresa la criminalizzazione delle posizioni socialdemocratiche. Il SED si dichiarò un partito basato sul marxismo-leninismo e sul centralismo democratico, con la concezione del partito come fulcro dell'organizzazione e come avanguardia del proletariato. In precedenza, nella tredicesima sessione del Comitato esecutivo del partito nell'autunno del 1948, fu decisa l'istituzione di una Commissione centrale di controllo del partito e, nel gennaio 1949, l'introduzione del periodo di candidatura e la trasformazione del Segretariato centrale nel Politbüro; quest'ultimo prese le redini del partito e del processo di formazione del governo e una decisione della Segreteria del Politbüro del 17 ottobre 1949 illustrò:
(Siegfried Suckut)
Il SED si concentrò nei primi anni soprattutto sull'opzione di una riunificazione della Germania sotto il socialismo, obiettivi proposti che non furono mai raggiunti. Il fatto che il SED sia stato così infruttuoso nella sua politica sulla Germania è dovuto principalmente alla sua leadership, contraria alla collaborazione con le altre zone di occupazione, e al non aver trovato degli interlocutori (nemmeno nell'SPD). Persino il KPD nelle zone occidentali non veniva posto nelle condizioni di esprimersi, cosicché si dissociò dal SED nel gennaio 1949 e continuò ad agire come partito formalmente indipendente. Fallirono anche i tentativi di collaborazione con la Germania occidentale.
Nel dicembre del 1947, il I Congresso del popolo tedesco per l'unità e la pace si riunì a Berlino per la prima volta su iniziativa del SED, e fu visto come un organo contro la "politica divisionista delle potenze occidentali imperialiste". Tuttavia, solamente 664 delegati e ospiti presero parte nelle zone di occupazione occidentali, inclusi i quadri di partito del KPD (242 delegati) e dell'SPD (91 delegati). Nonostante la forte pressione, il CDU decise di non partecipare, ma inviò in maniera informale alcuni suoi membri.

### Situazione politica
Come partito di massa, il SED rifletteva tutte le correnti della società, ma le idee non corrispondevano a quelle della parte influente dell'ex KPD e della potenza occupante sovietica. Pertanto, a causa della crescente leadership degli ex membri comunisti, fu impedita la formulazione di una nuova fondamentale concezione della democrazia e non furono abbandonate le repressioni staliniste, delle quali gli antifascisti tedeschi furono vittime. Qualsiasi tentativo di critica alla politica del SED veniva impedito anche grazie alla presenza della potenza occupante. Il forte attaccamento dei comunisti tedeschi al PCUS e l'influenza associata dell'Unione Sovietica su tutti i settori dell'attività del partito si rivelarono disastrosi, culminando nell'incondizionata subordinazione degli interessi nazionali alle aspirazioni sovietiche. La preferenza della potenza occupante per gli ex funzionari comunisti, assieme alla diffamazione politica, aveva portato a tensioni e divisioni all'interno del SED.

### Situazione sociale
In Germania, si verificò la formazione di due stati che, sotto l'influenza del blocco occidentale (Repubblica Federale di Germania) e di quello orientale (Repubblica Democratica Tedesca), divenne un teatro di contrapposizione tra i due blocchi durante la guerra fredda. Gli scontri tra LDPD, CDU e SED per quanto riguarda lo sviluppo dell'economia, la resistenza contro la riforma agraria e la nazionalizzazione, nonché le contraddizioni tra il mercato e l'economia pianificata caratterizzarono la situazione politica all'interno della zona di occupazione sovietica. A ciò si aggiunsero inoltre varie forme di criminalità tra i colletti bianchi e numerosi casi di sabotaggio. Non bisogna trascurare il fatto che il SED utilizzò deliberatamente i cosiddetti "reati economici" come strumento per criminalizzare il settore privato. A tal fine, fu istituita nel maggio 1948 la Commissione centrale per il controllo statale (Zentrale Kommission für Staatliche Kontrolle, ZKK):
(Jutta Braun)

### Riforma del partito

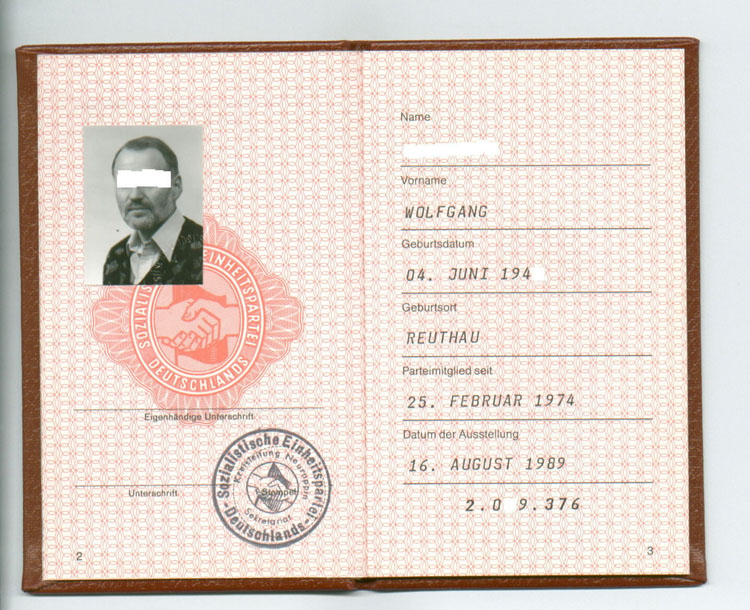
Una tessera di un membro del SED.

Al fine di stabilizzare il potere politico influenzato dall'URSS, il SED vide necessaria una riforma del partito. Alla prima conferenza del gennaio 1949, fu riformato in maniera rigorosa secondo il modello del PCUS il principio del "centralismo democratico" in chiave stalinista con l'abbandono della neutralità ideologica in favore di un rigoroso materialismo, l'unico orientamento stalinista ad una "visione scientifica del mondo", e al controllo di tutte le tendenze socialdemocratiche. Furono esclusi dal partito circa 150 000 membri.
Questi processi furono accompagnati da persecuzioni, arresti, incriminazioni e condanne di ex socialdemocratici, funzionari operai, ex membri del KPO (gruppo d'opposizione del Partito Comunista) e del SAP (Partito Socialista dei Lavoratori della Germania) ed emigrati occidentali del partito comunista sotto la diretta supervisione della Commissione di controllo del partito e successivamente dagli organi della RDT (Stasi, Volkspolizei e la magistratura) e dalle forze staliniste del SED. Così, il Partito di Unità Socialista divenne il partito unico di stato della RDT, mentre le altre parti del Fronte Nazionale ebbero soltanto un ruolo marginale.
Dopo che la nota di Stalin del marzo 1952 venne respinta dalle potenze occidentali rimandando quindi una possibile riunificazione della Germania, il II Congresso del SED, riunitosi dal 9 al 12 luglio 1952, decise la struttura del socialismo nella RDT comprendente:
- Una riorganizzazione della struttura statale tramite la dissoluzione dei Länder e la creazione di 14 distretti
- L'istituzione di una nuova forza armata
- L'aumento della collettivizzazione agricola

## Collasso del SED
Nel giorno del 40º anniversario della fondazione della RDT, il 7 ottobre 1989, fu rifondato illegalmente il vecchio Partito Socialista Democratico. Per tutto il restante mese di ottobre le proteste si diffusero per tutto il paese, inclusi Berlino Est e Lipsia. In uno speciale incontro del Politbüro del 18 ottobre, Honecker fu sostituito da Egon Krenz, il leader numero due del partito, come segretario generale del partito. Krenz tentò di ritrarre se stesso come riformatore, ma pochi credettero in lui. Egli fu maggiormente detestato, come lo stesso Honecker, dalla stragrande maggioranza della popolazione che ricordava che, solamente quattro mesi prima, egli si era recato in Cina a ringraziare il regime per la repressione in piazza Tienanmen. Krenz fece alcuni tentativi per adeguare la politica statale. Tuttavia, egli non poteva (o non voleva) soddisfare le crescenti richiesta del popolo per una maggiore libertà.
Uno dei tentativi del regime di arginare la marea divenne una campana a morto. Il 9 novembre, il Politbüro del SED elaborò nuove regolamentazioni di viaggio, permettendo a chiunque volesse visitare la Germania Ovest di attraversare i confini della Germania Est con un permesso ufficiale. Tuttavia, nessuno disse al portavoce non ufficiale e capo del partito di Berlino Est Günter Schabowski, che le regolamentazioni sarebbero entrate in vigore al pomeriggio seguente. Quando un giornalista domandò da quando le norme sarebbero entrate in vigore, Schabowski presupponendo che fossero già in vigore, rispose: "Per quanto ne so - con effetto immediato, senza ritardi.". Questo fu interpretato come una decisione di aprire il muro di Berlino. Migliaia di Berlinesi dell'Est si recarono al Muro, chiedendo di essere lasciati passare. Le guardie di confine, impreparati e decidendo non voler utilizzare la forza, li lasciarono transitare.

### La caduta del muro di Berlino e la fine del partito
Il 18 ottobre 1989 il segretario generale del SED Erich Honecker si dimise sotto la pressione delle proteste per i diritti civili e della base del partito stesso. Fu sostituito da Egon Krenz, il quale non riuscì ad arrestare l'ormai inevitabile collasso dello Stato e del partito. Il 9 novembre, sotto la segreteria di Krenz, iniziò lo smantellamento del muro di Berlino. Il 1º dicembre la Volkskammer (il parlamento della Germania Est) votò l'abrogazione della norma costituzionale che sanciva il ruolo guida del SED, mentre negli ultimi mesi del 1989 circa 900.000 membri lasciarono il partito. L'intero Politbüro del partito diede le dimissioni il 3 dicembre e i suoi membri furono espulsi dal comitato centrale, il quale a sua volta si dissolse, sostituito da un "gruppo di lavoro".
In un congresso straordinario tenutosi l'8 e il 9 dicembre l'avvocato Gregor Gysi fu eletto nuovo leader, affiancato dai vicesegretari Hans Modrow e Wolfgang Berghofer.
In una seconda sessione straordinaria del congresso tenutasi il 16-17 dicembre 1989, i delegati decisero di non dissolvere il partito, ma di riformarlo: da un lato non si intendeva abiurare completamente l'esperienza della Repubblica Democratica Tedesca, dall'altro si ammettevano per la prima volta gli errori e i crimini commessi durante il precedente regime, rifiutando in particolare lo stalinismo. Sotto la guida di Gysi il partito attraversò un periodo di radicale riforma, decentralizzandosi e democratizzandosi al suo interno, per poi rinominarsi, il 4 febbraio 1990, Partito del Socialismo Democratico (PDS, in tedesco Partei des Demokratischen Sozialismus). Alcuni membri, in contrasto con la scelta di fondare il PDS, il 31 gennaio 1990 fondarono il Partito Comunista di Germania (KPD).

## Segretari generali
Il SED fu fondato nel 1946 in seguito alla fusione, forzata dall'Unione Sovietica, fra i comunisti del KPD di Wilhelm Pieck e i socialisti dell'SPD di Otto Grotewohl. I due uomini politici divennero per statuto i due co-presidenti del partito, per assurgere poi rispettivamente alla carica di Presidente della Repubblica e di Primo ministro alla fondazione della RDT il 7 ottobre 1949. Con Pieck e Grotewohl impegnati negli incarichi istituzionali, per guidare il partito venne istituita la carica di Segretario Generale del Comitato Centrale (Erster Sekretär des Zentralkomitees, o Generalsekretär des ZK). Costruendo il nuovo Stato intorno al SED, il suo Segretario divenne il detentore dell'effettivo potere politico supremo, mentre la carica di presidente del partito fu abolita nel 1954. A confermare anche a livello legale l'assoluto predominio del Segretario, gli fu sempre riservata la presidenza del Consiglio Nazionale della Difesa.
| № | Ritratto                   | Nome (Nascita-Morte)        | Inizio mandato  | Fine mandato     |
| --- | -------------------------- | --------------------------- | --------------- | ---------------- |
| Copresidenti del Partito Socialista Unificato di Germania Vorsitzende der Sozialistischen Einheitspartei Deutschlands                             |                            |                             |                 |                  |
| |                            | Wilhelm Pieck (1876–1960)   | 22 aprile 1946  | 25 luglio 1950   |
| | Otto Grotewohl (1894–1964) |                             | 22 aprile 1946  | 25 luglio 1950   |
| Primo segretario del Comitato Centrale (Segretario generale del Comitato Centrale 1950–1953) Erster Sekretär/Generalsekretär des Zentralkommitees |                            |                             |                 |                  |
| 1 |                            | Walter Ulbricht (1893–1973) | 25 luglio 1950  | 3 maggio 1971    |
| Presidente (onorario) del Comitato Centrale Vorsitzender des Zentralkommitees                                                                     |                            |                             |                 |                  |
| |                            | Walter Ulbricht (1893–1973) | 3 maggio 1971   | 1º agosto 1973   |
| Segretario generale del Comitato Centrale (Primo segretario del Comitato Centrale 1971–1976) Generalsekretär/Erster Sekretär des Zentralkommitees |                            |                             |                 |                  |
| 2 |                            | Erich Honecker (1912–1994)  | 3 maggio 1971   | 18 ottobre 1989  |
| 3 |                            | Egon Krenz (1937-)          | 18 ottobre 1989 | 3 dicembre 1989  |
| Presidente del Partito Socialista Unificato di Germania Vorsitzender der Sozialistischen Einheitspartei Deutschlands                              |                            |                             |                 |                  |
| |                            | Gregor Gysi (1948–)         | 3 dicembre 1989 | 17 dicembre 1989 |

Per traghettare il SED dopo lo scioglimento del Comitato Centrale fu nominato Gregor Gysi come presidente del partito, ma quest'ultimo diede le dimissioni già il 17 dicembre, avviando una gestione transitoria sfociata nella trasformazione del partito nel PDS il 4 febbraio.

## Risultati elettorali
| Anno | Risultato | Seggi |
| ---- | --------- | ----- |
| 1946 | 47,5%     | 249   |
| 1950 | 23,61%    | 110   |
| 1954 | 25,11%    | 117   |
| 1958 | 25,11%    | 117   |
| 1963 | 25,35%    | 110   |
| 1967 | 25,35%    | 110   |
| 1971 | 25,35%    | 110   |
| 1976 | 25,35%    | 110   |
| 1981 | 25,40%    | 127   |
| 1986 | 25,40%    | 127   |